# Тюлиганово
Тюлиганово (баш. Түләгөн) — деревня в Илишевском районе Республики Башкортостан Российской Федерации. Входит в состав Бишкураевского сельсовета.

## География

### Географическое положение
Расстояние до:
- районного центра (Верхнеяркеево): 27 км,
- центра сельсовета (Бишкураево): 2 км,
- ближайшей ж/д станции (Буздяк): 105 км.

## Население
| 2002 | 2009 | 2010 |
| ---- | ---- | ---- |
| 193  | ↘177 | ↗178 |

Национальный состав
Согласно переписи 2002 года, преобладающая национальность — башкиры (96 %).